# С-13
С-13 — советская дизель-электрическая торпедная подводная лодка серии IX-бис Краснознамённого Балтийского флота Военно-морского флота СССР. Несла службу с 25 апреля 1939 года по 7 сентября 1954 года. Принимала участие в четырёх боевых походах во время Великой Отечественной войны (1941—1945), по итогам которой заняла первое место среди советских подводных лодок по суммарному тоннажу потопленных судов противника.

## История строительства
Подводная лодка «С-13» была заложена 19 октября 1938 года в городе Горьком (ныне — Нижний Новгород) на заводе № 112 «Красное Сормово» под заводским номером 263.
Спущена на воду 25 апреля 1939 года. 11 июня 1941 года начала переход по Мариинской водной системе в Балтийское море, в Ленинград.

## История службы

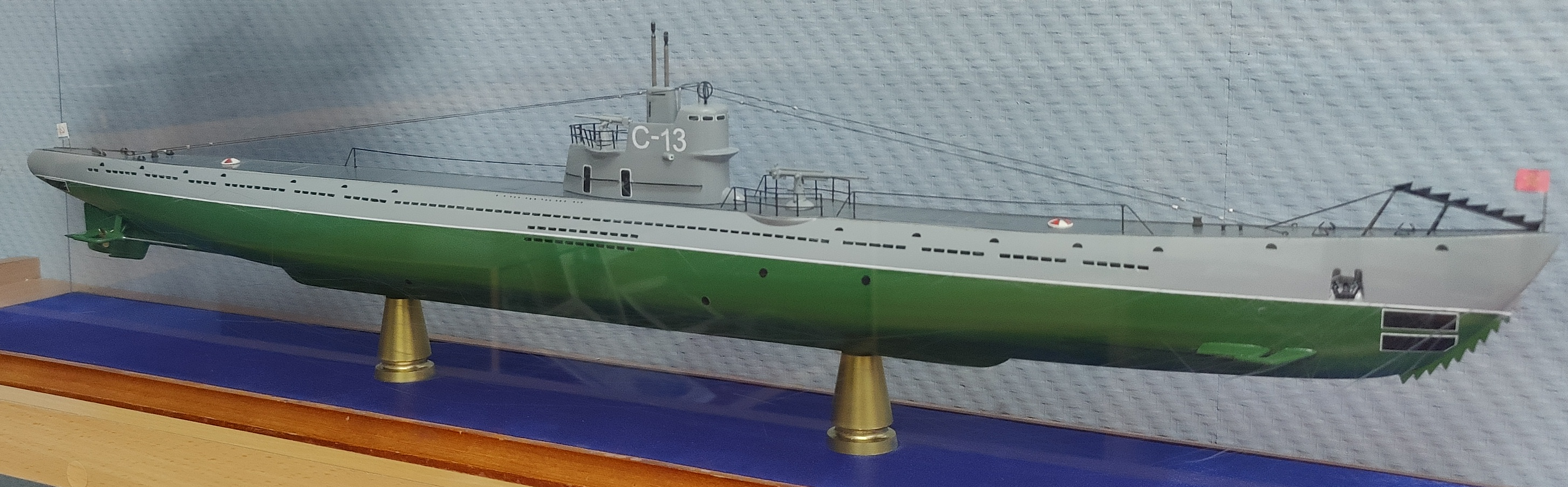
Макет в Музее истории подводных сил имени Маринеско

Начало Великой Отечественной войны застало подводную лодку в посёлке Вознесенье Ленинградской области, в Ленинград она прибыла 25 июня 1941 года, где до 31 июля 1941 года проходила ходовые испытания.
14 августа 1941 года ПЛ «С-13» вошла в состав Краснознамённого Балтийского флота (КБФ) ВМФ СССР, а 6 сентября 1941 года включена в состав 1-го дивизиона 1-й бригады ПЛ КБФ.
13—15 сентября 1941 года лодка была выведена из дока и перешла в Кронштадт, а 29 сентября — в Ленинград, где личный состав занимался боевой подготовкой. С декабря 1941 года по февраль 1942 года «С-13» находилась на судоремонте, в феврале — апреле 1942 года — на боевой подготовке. С мая по август 1942 года экипаж лодки отрабатывал задачи № 1 и 2 КПЛ-41 и отработку организации службы на реке Неве. 7 июня 1942 года на лодке поднят Военно-морской флаг СССР. 27 августа 1942 года лодка перешла из Ленинграда в Кронштадт.
В свой первый боевой поход «С-13» вышла в Ботнический залив (на позицию № 8) только 2 сентября 1942 года, во время блокады Ленинграда. Обеспечивал поход командир 1-го дивизиона подводных лодок КБФ капитан 2-го ранга Евгений Гаврилович Юнаков.
В апреле 1943 года на должность командира «С-13» был назначен капитан 3-го ранга Александр Иванович Маринеско, ранее командовавший ПЛ «М-96».
20 апреля 1945 года, в день своего последнего выхода в боевой поход, подводная лодка «С-13» была награждена орденом Красного Знамени.
ПЛ «С-13» является единственной подводной лодкой серии «С», дожившей до Победы на Балтике.

### Боевые походы в годы Великой Отечественной войны (1941—1945)
В годы Великой Отечественной войны (1941—1945) ПЛ «С-13» совершила четыре боевых похода, произвела двенадцать атак с выпуском девятнадцати торпед, потопила пять и повредила одно судно:
- 2 сентября 1942 года — 19 октября 1942 года,
- 1 октября 1944 года — 11 ноября 1944 года,
- 11 января 1945 года — 15 февраля 1945 года,
- 20 апреля 1945 года — 23 мая 1945 года.

### Потопленные и повреждённые транспорты противника
Во время Великой Отечественной войны (1941—1945) ПЛ «С-13» потопила и повредила следующие судна противника:
- 11 сентября 1942 года — потоплен финский транспорт «Hera» (1379 брт).
- 12 сентября 1942 года — потоплен финский транспорт «Jussi Н.» (2325 брт).
- 18 сентября 1942 года — потоплен голландский транспорт «Anna W.» (290 брт).
- 9 октября 1944 года — повреждён немецкий транспорт «Siegfried» (563 брт).
- 30 января 1945 года — потоплен немецкий транспорт «Wilhelm Gustloff» (25 484 брт).
- 10 февраля 1945 года — потоплен немецкий транспорт «General Steuben» (14 660 брт).

Широкую известность «С-13» получила после потопления немецких транспортов «Вильгельм Густлофф» и «Генерал Штойбен», гибель которых вошла в ряд крупнейших морских катастроф.
По суммарному тоннажу потопленных судов противника в годы Великой Отечественной войны (1941—1945) подводной лодке «С-13» принадлежит первое место в ВМФ СССР.

#### «Вильгельм Густлофф»
30 января 1945 года советская подводная лодка «С-13», находясь под командованием капитана 3-го ранга Александра Ивановича Маринеско, в 21:15 обнаружила шедшее в сопровождении эскорта транспортное судно «Вильгельм Густлофф» военно-морского флота нацистской Германии. Подводная лодка начала преследование вражеского судна и в 23:08 с дистанции 4,8 кабельтовых атаковала его тремя торпедами с надписями «За Родину!», «За советский народ!» и «За Ленинград!» (четвёртая торпеда застряла в торпедном аппарате). Все три торпеды попали в цель, «Wilhelm Gustloff» получил сильные повреждения и затонул через 40 минут. По современным оценкам, на судне погибло около 6000 человек.
На потопленном корабле находились:
- 173 члена экипажа,

Немецкое судно «Вильгельм Густлофф», 1937 год либо начало 1938 года.

- 162 раненых военнослужащих вермахта,
- 373 женщины-военнослужащие,
- 918 матросов и офицеров 2-й учебной дивизии подводных сил,
- 3000 неустановленных лиц,
- около 5000 беженцев (в том числе около 3000 детей, остальные в основном женщины).

Операции по потоплению транспорта «Вильгельм Густлофф» публицистами давались самые разные оценки: от героического подвига до массового убийства мирных жителей. По заключению Института морского права в немецком городе Киле, атака была правомерной: 

«„Вильгельм Густлофф“ являлся законной военной целью, на нём находились сотни специалистов-подводников, зенитные орудия… Имелись раненые, но отсутствовал статус плавучего лазарета. Правительство Германии 11 ноября 1944 года объявило Балтийское море районом военных операций и приказало уничтожать всё, что плавает. Советские вооружённые силы имели право отвечать тем же.»— Из заключения Института морского права в немецком городе Киле.
В начале 2000-х годов бывший командир-подводник мирного времени, капитан 1-го ранга, автор документальной повести об Александре Маринеско «Личный враг Адольфа Гитлера» (Воронеж, 1999 год, ISBN 5-89981-141-2) Николай Никифорович Титоренко в своём интервью корреспонденту немецкого журнала «Der Spiegel» сказал: 

«Чувства мстительного удовлетворения я не испытываю. Гибель тысяч людей на „Густлове“ представляю скорее как реквием по умершим во время блокады Ленинграда детям и всем погибшим. Путь немцев к катастрофе начался не тогда, когда Маринеско дал команду торпедистам, а когда Германия покинула указанный Бисмарком путь мирного согласия с Россией.»— Николай Никифорович Титоренко, капитан 1-го ранга.

«Это была блестящая военная операция, благодаря которой инициатива господства в морской войне на Балтике была прочно перехвачена советскими моряками. Это был стратегический успех советского флота, а для Германии — крупнейшая морская катастрофа. Своими действиями подводная лодка С-13 приблизила конец войны. Подвиг Маринеско состоит в том, что он уничтожил казавшийся непотопляемым символ нацизма, корабль-мечту, пропагандирующий рейх. А гражданские люди, находившиеся на корабле, стали заложниками немецкой военной машины. Поэтому трагедия „Густлоффа“ — это обвинение не Маринеско, а гитлеровской Германии.»— Юрий Лебедев, заместитель директора Музея истории подводных сил России имени А. И. Маринеско в Санкт-Петербурге.

#### «Генерал Штойбен»
10 февраля 1945 года советская подводная лодка «С-13» под командованием капитана 3-го ранга Александра Ивановича Маринеско обнаружила немецкое вооружённое госпитальное судно «Генерал Штойбен» (приняв его за крейсер класса «Эмден»). Ночью в 00:50 лодка выпустила по кораблю две торпеды из кормовых торпедных аппаратов. Обе торпеды попали в цель, корабль затонул через 15 минут. Погибло более 3000 человек (приводятся следующие цифры: погибло 3608 человек, спасено 659 человек), преимущественно раненые военнослужащие и беженцы.
На потопленном корабле находились:
- 160 членов экипажа,
- 2800 раненых,
- 800 беженцев,
- 100 вооружённых солдат,
- 270 медицинских работников,

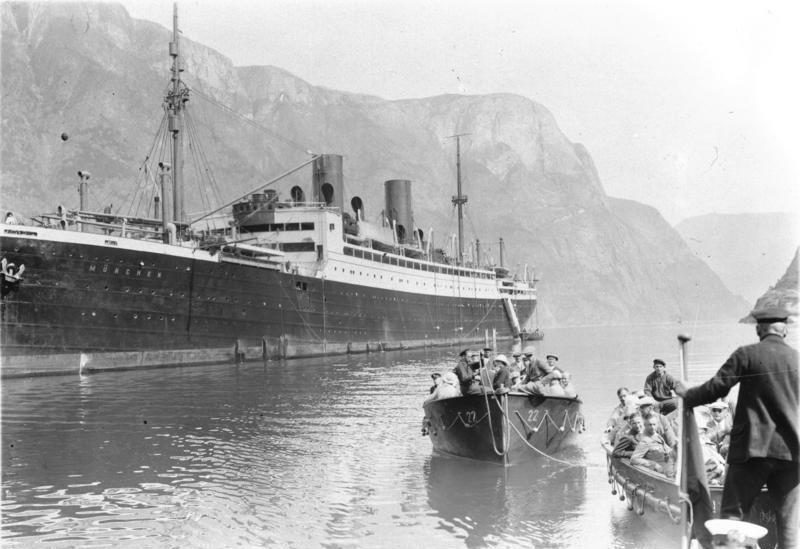
Немецкое судно «Генерал Штойбен» (ещё под прежним названием «Мюнхен»), июль 1925 года.

- 12 сестёр немецкого Красного Креста,
- 64 солдата-зенитчика,
- 61 специалист кригсмарине (связисты, сигнальщики).

### Послевоенная история

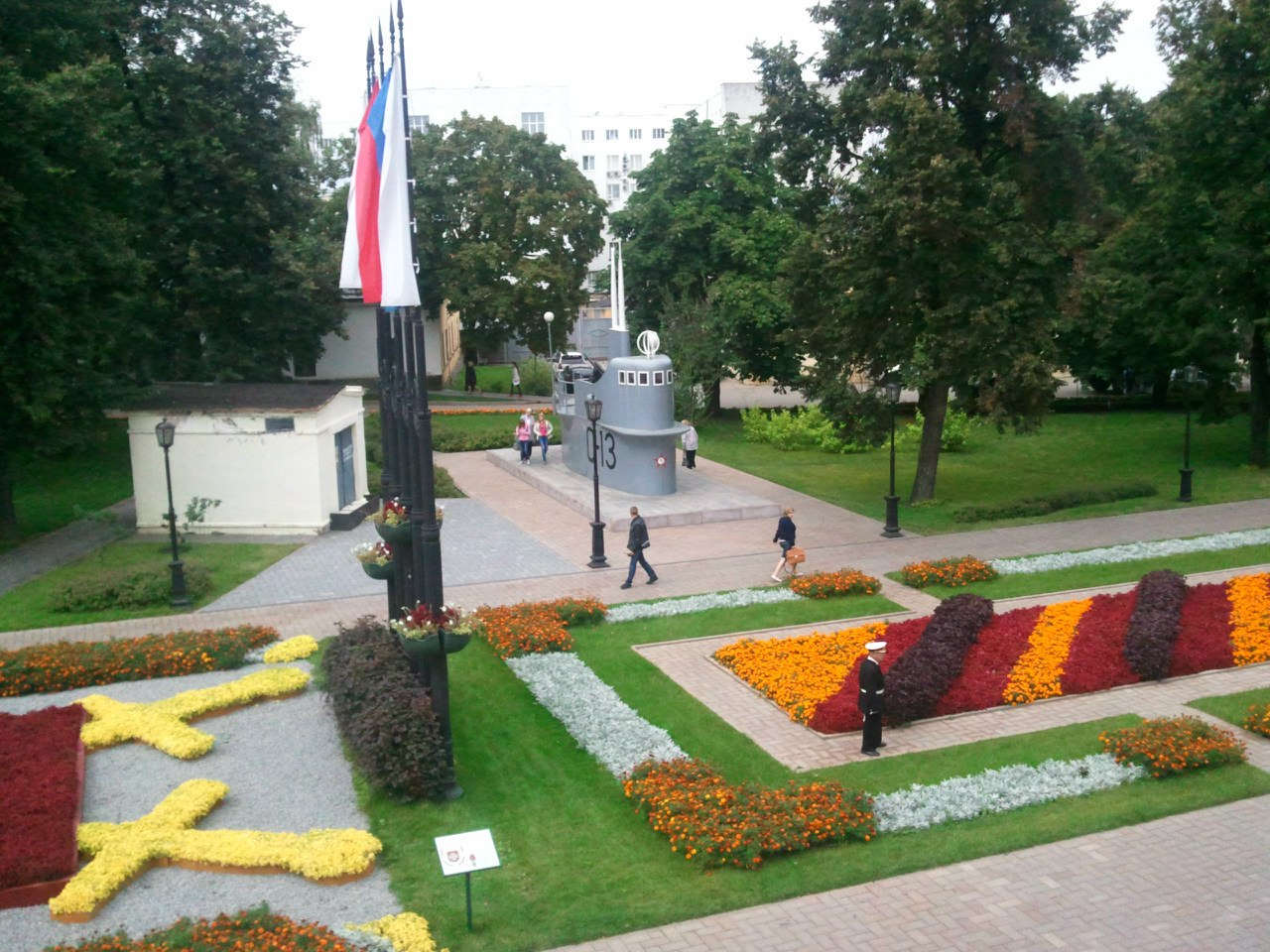
Копия рубки ПЛ «С-13» в Нижегородском кремле.

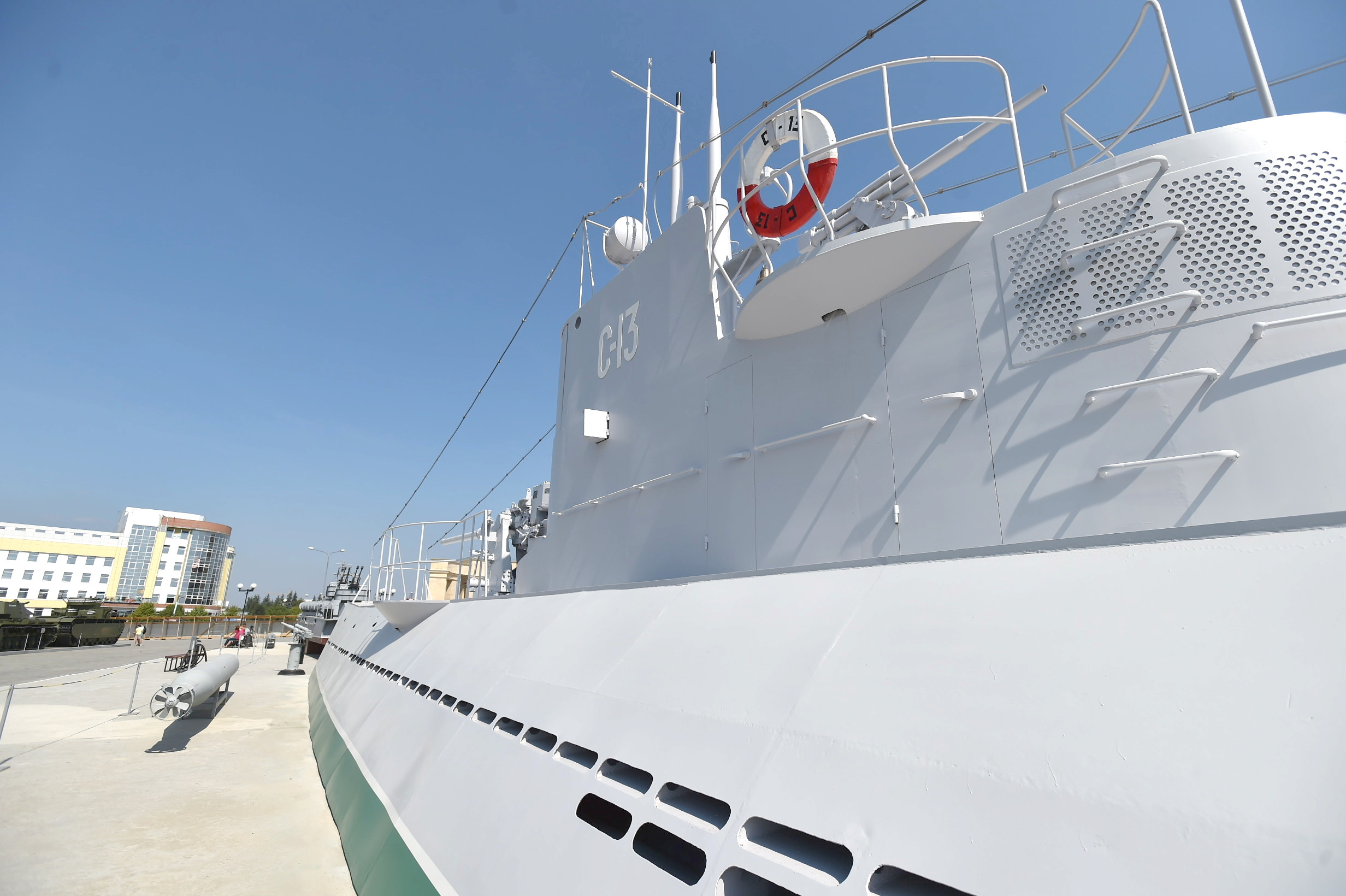
Копия рубки и части корпуса ПЛ «С-13» создана в Музее военной техники УГМК в Верхней Пышме.

После Великой Отечественной войны (1941—1945) подводная лодка «С-13» служила на Балтике:
- 7 сентября 1954 года «С-13» выведена из боевого состава, разоружена, переформирована в учебно-тренировочную станцию.
- 6 октября 1954 года «С-13» переклассифицирована в кабинет боевой подготовки и переименована в «КБП-38», прошла соответствующее переоборудование.
- 23 марта 1956 года «С-13» переведена в группу плавсредств Научно-исследовательского института № 11 ВМФ СССР.
- 17 декабря 1956 года «С-13» исключена из списков плавсредств ВМФ СССР.
- 31 мая 1957 года «С-13» расформирована и впоследствии разобрана.
- В Центральном музее Вооружённых сил Российской Федерации экспонируется флаг подводной лодки «C-13».
- 9 мая 1995 года в Кронштадте на территории в/ч 09632 был повторно открыт перенесённый из Лиепаи памятник «Героическому экипажу Краснознамённой подводной лодки „С-13“, его боевому командиру Маринеско А. И.»[11].
- Копия рубки ПЛ «С-13» установлена на территории Нижегородского кремля.
- Летом 2018 года копия рубки и части корпуса ПЛ «С-13» установлена в экспозиции Музея военной техники УГМК в Верхней Пышме.
- 21 мая 2019 года в Адмиральском парке города Михайловска Ставропольского края состоялась торжественная церемония открытия памятника морякам-подводникам героической субмарины «С-13», выполненного скульптором Сергеем Серёжиным[2].

Последний из остававшихся в живых член экипажа «С-13», Михаил Геннадьевич Золотарёв, скончался в 2022 году. В годы Великой Отечественной войны служил юнгой на этой подводной лодке, был участником четвёртого боевого похода «С-13» (20 апреля 1945 — 23 мая 1945), в списках не значился, был «сыном полка», в подводном положении научился стоять вахту на вертикальном руле в качестве рулевого-сигнальщика. Последние годы он проживал в Израиле, в городе Цур-Игале, где на стене своего дома установил символическую мемориальную табличку в виде контура подводной лодки «С-13» с надписью такой же, как и на памятнике в Кронштадте, — «Героическому экипажу и его командиру Маринеско».

## Награды
- 20 апреля 1945 года —  Орден Красного Знамени — награждена указом Президиума Верховного Совета СССР от 20 апреля 1945 года за образцовое выполнение боевых заданий командования на фронте борьбы с немецкими захватчиками и проявленные при этом доблесть и мужество.

## Командиры
Командирами ПЛ «С-13» были:
- Маланченко Пётр Петрович, старший лейтенант (04.11.1940 — 19.04.1943),
- Маринеско Александр Иванович, капитан 3-го ранга (14.04.1943 — 14.09.1945),
- Лесковой Н. С.[14] (в некоторых источниках — Лесковский[1]) (09.1945 — 1950).